# Abruzzo Ulteriore Secondo
L'Abruzzo Ulteriore II o Secondo Abruzzo Ultra fu un'unità amministrativa del Regno di Napoli prima e, quindi, del Regno delle Due Sicilie, nata dalla divisione della precedente provincia dell'Abruzzo Ultra.

## Istituzione della provincia
L'ente fu istituito da Giuseppe Bonaparte, che, con la legge 132 del 1806 Sulla divisione ed amministrazione delle province del Regno, varata l'8 agosto, riformò la ripartizione territoriale del Regno di Napoli sulla base del modello francese e soppresse il sistema dei Giustizierati. Negli anni successivi (tra il 1806 ed il 1811), una serie di regi decreti completò il percorso d'istituzione della nuova provincia con la specifica dei comuni che in essa rientravano e la definizione dei limiti territoriali e delle denominazioni di distretti e circondari in cui veniva suddivisa la provincia stessa. Dal 1º gennaio 1817 l'organizzazione amministrativa venne definitivamente regolamentata con la Legge riguardante la circoscrizione amministrativa delle Provincie dei Reali Domini di qua del Faro del 1º maggio 1816.
La sede degli organi amministrativi era ad Aquila, nell'ex convento di Sant'Agostino. Il territorio dell'ente comprendeva l'odierna provincia dell'Aquila più 17 comuni passati alla provincia di Rieti e 2 comuni passati alla provincia di Pescara nel 1927.

## Suddivisione amministrativa

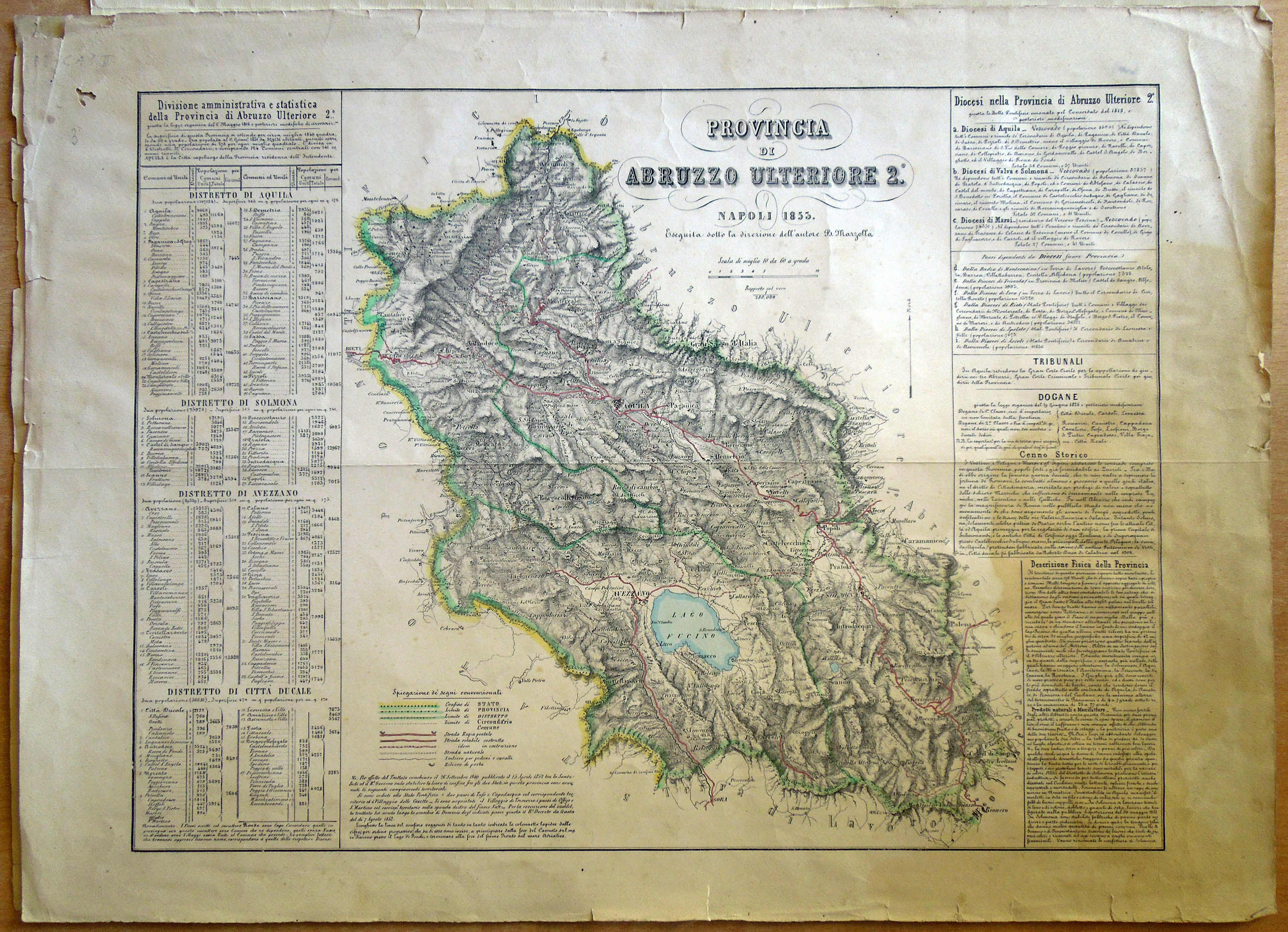
Mappa del 1853 della provincia

La provincia era suddivisa in successivi livelli amministrativi gerarchicamente dipendenti dal precedente. Al livello immediatamente successivo alla provincia individuiamo i distretti che, a loro volta, erano suddivisi in circondari. I circondari erano costituiti dai comuni, l'unità di base della struttura politico-amministrativa dello Stato moderno, ai quali potevano far capo le ville, centri a carattere prevalentemente rurale.
La provincia comprendeva i seguenti distretti:
- Distretto di Aquila, istituito nel 1806;
- Distretto di Cittaducale, istituito nel 1806;
- Distretto di Sulmona, istituito nel 1806;
- Distretto di Avezzano, istituito nel 1811.

I distretti erano suddivisi complessivamente in 31 circondari.